# Hakkai (企業)
hakkai株式会社（はっかい、英文社名:hakkai inc. ）は、新潟県南魚沼市に本社を置く電気機器メーカー。

## 概要
世界トップクラスの精密プラスチックの金型設計・製作と精密部品の製造・販売を事業とし、特に20t以下の成形機を利用した精密パーツの大量生産に実績があり、CDやDVDのレンズピックアップ部品、時計部品、コネクター関係部品等、600品種の成形部品を月産1億個生産している。

## 沿革
- 1958年（昭和33年）9月 - 東京品川で関製作所として創業。
- 1967年（昭和42年）7月 - 新潟県大和町（現南魚沼市八海）で樹脂工業所として新発足。
- 1971年（昭和47年）3月 - 株式会社八海樹脂工業所を設立。
- 1980年（昭和55年）6月 - 有限会社八海金型工業所を設立。
- 1992年（平成4年）4月 - 八海クリエイツ株式会社を設立(八海樹脂工業所と八海金型工業所を合併)
- 2002年（平成14年）3月 - 東京営業所を開設(港区三田)
  - 3月、製造部門を分社化して株式会社エイテックスを設立。
- 2004年（平成16年）7月 - HAKKAI PRECISION THAILANDを設立。
- 2011年（平成23年）11月 - 八海精密成型(蘇州)有限公司(HAKKAI PRECISION(SUZHOU)CO.,LTD)を設立
  - 12月、八海クリエイツ株式会社と株式会社エイテックスを合併し、hakkai株式会社に社名変更